# Квирнбах (Палатинат)
Квирнбах (њем. Quirnbach/Pfalz) град је у њемачкој савезној држави Рајна-Палатинат. Једно је од 98 општинских средишта округа Кузел. Према процјени из 2010. у граду је живјело 509 становника. Посједује регионалну шифру (AGS) 7336501.

## Географски и демографски подаци
Квирнбах се налази у савезној држави Рајна-Палатинат у округу Кузел. Град се налази на надморској висини од 242 метра. Површина општине износи 6,1 km². У самом граду је, према процјени из 2010. године, живјело 509 становника. Просјечна густина становништва износи 83 становника/km².

## Међународна сарадња
| Мјесто | Држава    | Врста сарадње | Од    |
| ------ | --------- | ------------- | ----- |
| Бутен  | Француска | пријатељство  | 1985. |
| Извор  |           |               |       |